# The Wombats
The Wombats er en Indierock-gruppe fra Storbritannien.

## Diskografi
- A Guide to Love, Loss & Desperation (2007)
- This Modern Glitch (2011)
- Glitterbug (2015)

| Musikgruppe | Spire Denne artikel om en britisk musikgruppe er en spire som bør udbygges. Du er velkommen til at hjælpe Wikipedia ved at udvide den. |